# 福緒唯
福緒 唯（ふくお ゆい、4月25日 - ）は、日本の女性声優、アイドル、バスケットボール選手、シナリオライターである。兵庫県出身。81プロデュース所属。ガールズユニット「A応P」の元メンバー。

## 略歴
子供の頃は福緒自身の高い声が嫌いだったという。悩んでいたところ、中学時代に教師から「特徴的な声を活かせる仕事に就けばいいんじゃない？」と言われ、この声を好きになるために、「声」を仕事にしたいと思っていたという。
高校時代に、父に「安定した職業に就いてほしい」と言われ、大学に進学したが、諦めきれずに2013年、第7回81オーディションにてスタジオディーン賞を受賞。
養成所への入所も誘ってもらい、父に伝えてたところ「それならばもう仕方ない」と半ば強引に声優の道を進むことにしたという。
2015年8月、A応Pの追加メンバーオーディションに合格し、A応Pメンバーとしての活動開始。イメージカラーは緑。2016年、第10回声優アワードにて、A応Pの一員として特別賞を受賞。
2016年4月1日付で81プロデュースにジュニア所属となり、本格的に声優としての活動を開始した。
2018年2月28日、「声優業に専念」を理由にA応Pを卒業することが発表された。
2018年、第12回声優アワードにて新人女優賞を受賞。
2018年8月29日、声優による世界初のバスケットボールリーグ「声優Jrバスケ3×3 SJ3.LEAGUE」の発足が決定し、そのチームである「ちぇるびあっち」への参加が発表された。
2023年8月10日、オルガ役として出演している「レベル1だけどユニークスキルで最強です」で6話の脚本を担当した事を発表。

## 人物
方言は関西弁。
キラキラ輝く青春アニメが好きであり、特に好きなアニメに『花咲くいろは』、『イナズマイレブン』、『イクシオン サーガ DT』を挙げている。
特技・趣味はフォント探し、プログラミング、百人一首。
好きな食べ物はどうぶつヨーチ、たまごボーロ、ショートブレッド。好きな言葉は「全力前進」。

## 出演

### テレビアニメ
2016年
- 聖戦ケルベロス 竜刻のファタリテ（ユピテ）
- ReLIFE（バレー部後輩）
- タイムトラベル少女〜マリ・ワカと8人の科学者たち〜（早瀬理香）

2017年
- 南鎌倉高校女子自転車部（秋月結花）
- 異世界はスマートフォンとともに。（2017年 - 2023年、リンゼ・シルエスカ） - 2シリーズ

2018年
- キラッとプリ☆チャン（2018年 - 2021年、芋崎ほくと、女の子、かわいい向上委員会、リス、あめちゃんず 他）

2019年
- KING OF PRISM -Shiny Seven Stars-（女子）
- うちの娘の為ならば、俺はもしかしたら魔王も倒せるかもしれない。（マーヤ）

2020年
- 神達に拾われた男（2020年 - 2023年、シリア） - 2シリーズ

2021年
- 精霊幻想記（サガ＝コモモ）
- ワッチャプリマジ!

2022年
- リアデイルの大地にて（アルマナ）

2023年
- ワールドダイスター（観客A）
- レベル1だけどユニークスキルで最強です（オルガ）

2025年
- 異世界黙示録マイノグーラ〜破滅の文明で始める世界征服〜（人肉の木）

### 劇場アニメ
- ポッピンQ（2016年、ニャオス）[23]
- KING OF PRISM ALL STARS -プリズムショー☆ベストテン-（2020年、観客）

### Webアニメ
- モンポケ ショートアニメ（2025年、イーブイ、ミミッキュ）

### ゲーム
2016年
- 新約アルカナスレイヤー（ルカナ）
- 逆転オセロニア（キムン･カムイ）
- スターレット（クレア）

2018年
- ソウルリバースゼロ（バーバ・ヤーガ）

2019年
- 八月のシンデレラナイン（リン・レイファ）
- ボーダーブレイク（エマ）
- 社長、バトルの時間です!（サチ･ルースス）

2020年
- キングスレイド（テイリー）
- マギアレコード 魔法少女まどか☆マギカ外伝（恵萌花）

2022年
- ドラゴンクエストX 天星の英雄たち オンライン（メルヒオール、リオンネ）
- ウィクロス マルチバース（サシェ）

2024年
- ファントム オブ キル -オルタナティブ・イミテーション-（イージス）

2025年
- ドラゴンクエストX 未来への扉とまどろみの少女 オンライン（ヨナ）

### ドラマCD
- 異世界はスマートフォンとともに。（2019年 - 2022年、リンゼ・シルエスカ[30][31]） - 16巻・19巻・26巻特装版付属CD
- 史上最強オークさんの楽しい種付けハーレムづくり（2020年、クルル[32]）

### 吹き替え
- ムーミン谷のなかまたち（ニンニ）

### テレビ番組
※はインターネット配信。 
- みんなで語る番組 かたりぽTV まっち×ボイス♪（2019年2月9日・3月9日、TOKYO MX）[33][34][35][36]
- 月刊ガガガチャンネル（2020年 - 2024年、ニコニコ生放送・YouTube※）※4代目パーソナリティ（南早紀と各回交代）

### ラジオ
※はインターネット配信。 
- やっぱりSが好き〜SAY YOU! LOVE ME!（2018年 - 2019年、ラジオ日本）[37]
- 福緒唯と厚木那奈美の「ふたラジ!!」（2020年、超!A&G+※）[38]

### ナレーション
- A応Pのあにむす!（2018年7月 - 2019年3月、テレビ東京）

### オーディオブック
- 物理的に孤立している俺の高校生活 シリーズ（2019年[39] - 2021年[40]、菖蒲池愛河[41]）
- GJ部 シリーズ（2019年 - 2022年、天使恵）
- 年下寮母に甘えていいですよ?（2021年[42]、九段下あるて[43]）
- 現実でラブコメできないとだれが決めた？1-4（2022年-2024年、清里芽衣[44]）

### デジタルコミック
- 12歳。シリーズ（2019年、女子B[45][46]）
- そらいろメモリアル（2020年、余目蒼月[47]）

### 舞台
- 演劇ユニット【メイホリック】 メイホリックシアター04 舞台『愛を探す怪物』（2021年7月21日 - 2021年7月25日、中目黒キンケロシアター） - アリソン 役
- 演劇ユニット【メイホリック】 メイホリックシアター06 舞台『貘の皮を剥ぐ』（2021年11月17日 - 2021年11月21日、BOX in BOX THEATER） - ミト 役
- 演劇ユニット【メイホリック】 メイホリックシアター07 舞台『マジでトキメけ⭐︎少女たち!! 〜全国高校生エネルギッシュ選手権大会〜』（2022年2月16日 - 2022年2月20日、CBGKシブゲキ!!） - 美川美子 役
- 朗読劇『マッチングアプリ:アップルボム(仮)』（2023年7月26日-30日、シアターサンモール）- 博士 役＋脚本担当
- 演劇ユニット【メイホリック】 メイホリックシアター14 舞台『マジでトキメけ⭐︎少女たち!! 〜全国高校生エネルギッシュ選手権大会〜』再演（2023年8月30日 - 2023年9月2日、シアターサンモール） - 岩場岩子 役（ダブルキャスト）[48][49]
- 演劇ユニット【メイホリック】 メイホリックシアター15 舞台『マジでトキメけ⭐︎少女たち!! 〜ホシのミライ〜』（2023年11月8日 - 12日、CBGKシブゲキ!!） - 岩場岩子 役[50]

## ディスコグラフィ

### キャラクターソング
| 発売日        | 商品名                                                                | 歌 | 楽曲                                  | 備考                                                                |
| ------------- | --------------------------------------------------------------------- | --- | ------------------------------------- | ------------------------------------------------------------------- |
| 2017年7月19日 | 異世界はスマートフォンとともに。キャラクターソングvol.1 エルゼ&リンゼ | リンゼ・シルエスカ（福緒唯） | 「バブルラブ」 「純情エモーショナル」 | テレビアニメ『異世界はスマートフォンとともに。』関連曲              |
| 2017年9月20日 | 異世界はスマートフォンとともに。BD/DVD早期予約特典CD                  | エルゼ（内田真礼）、リンゼ（福緒唯）、八重（赤﨑千夏）、ユミナ（高野麻里佳）、スゥシィ（山下七海）、リーン（上坂すみれ）                                                                 | 「純情エモーショナル」                | テレビアニメ『異世界はスマートフォンとともに。』エンディングテーマ  |
| 2020年4月5日  | 刹那、轟く歓声                                                        | IN-HI 16 | 「No.1 HOLiC」 「IENAI」 「UNKNOWNS」 | ゲーム『八月のシンデレラナイン』関連曲                              |
| 2021年4月25日 | 灼けつくエール                                                        | IN-HI 16 | 「1844より速く」 「最適解少女」       | ゲーム『八月のシンデレラナイン』関連曲                              |
| 2023年5月3日  | リアルダイヤモンド/イセカイジュエリー                                 | ユミナ（高野麻里佳）、エルゼ（内田真礼）、リンゼ（福緒唯） | 「イセカイジュエリー」                | テレビアニメ『異世界はスマートフォンとともに。2』エンディングテーマ |
| 2023年5月3日  | リアルダイヤモンド/イセカイジュエリー                                 | ユミナ（高野麻里佳）、エルゼ（内田真礼）、リンゼ（福緒唯）、八重（赤崎千夏）、スゥシィ（山下七海）、リーン（上坂すみれ）                                                                 | 「イセカイジュエリー」                | テレビアニメ『異世界はスマートフォンとともに。2』エンディングテーマ |
| 2023年5月3日  | リアルダイヤモンド/イセカイジュエリー                                 | ユミナ（高野麻里佳）、エルゼ（内田真礼）、リンゼ（福緒唯）、八重（赤崎千夏）、スゥシィ（山下七海）、リーン（上坂すみれ）、ルーシア（高木美佑）、ヒルデガルド（芹澤優）、桜（久保田未夢） | 「イセカイジュエリー」                | テレビアニメ『異世界はスマートフォンとともに。2』エンディングテーマ |
| 2023年6月5日  | イセカイジュエリー（リンゼver.）                                      | リンゼ・シルエスカ（福緒唯） | 「イセカイジュエリー」                | テレビアニメ『異世界はスマートフォンとともに。2』関連曲             |